# Лазе при Боровници
Лазе при Боровници (словен. Laze pri Borovnici) су насељено место у општини Боровница, Средњесловенска регија, Словенија.

## Историја
До територијалне реорганизације у Словенији биле су у саставу старе општине Врхника.

## Становништво
У попису становништва из 2021. године, Лазе при Боровници су имале 262 становника.
| Број становника према пописима | Број становника према пописима | Број становника према пописима | Број становника према пописима |
| ------------------------------ | ------------------------------ | ------------------------------ | ------------------------------ |
| 1991                           | 2002                           | 2011                           | 2021                           |
| 209                            | 274                            | 267                            | 262                            |

Напомена: До 1953. исказивано под именом Лазе.